# Pilea multiflora
Pilea multiflora är en nässelväxtart som först beskrevs av Jean Louis Marie Poiret, och fick sitt nu gällande namn av Hugh Algernon Weddell. Pilea multiflora ingår i släktet pileor, och familjen nässelväxter. Inga underarter finns listade i Catalogue of Life.